# Lago Hüttnersee
O Lago Hüttnersee É um lago localizado no município em Hütten no Cantão de Zurique, Suíça. A costa norte deste lago é localizada já em Samstagern, localidade do município de Richterswil. A superfície é de 0,165 km².